# コマルカ・デ・オウレンセ
コマルカ・デ・オウレンセ（Comarca de Ourense）はスペインガリシア州オウレンセ県のコマルカで、同県の北西部に位置する。
アモエイロ、バルバダス、コーレス、エスゴス、ノゲイラ・デ・ラムイン、オウレンセ、オ・ペレイロ・デ・アギアール、ア・ペローシャ、サン・シブラーオ・ダス・ビーニャス、タボアデーラ、トエン、ビラマリンの12の自治体によって構成される。
隣接するコマルカは、北がコマルカ・デ・チャンターダとコマルカ・ダ・テーラ・デ・レモス（ともにルーゴ県）、東がコマルカ・ダ・テーラ・デ・カルデーラスとコマルカ・デ・アジャリス＝マセーダ、南がコマルカ・ダ・テーラ・デ・セラノーバ、西がコマルカ・ド・リベイロとコマルカ・ド・カルバジーニョとなっている。
面積は623.1km²で、2010年の人口は146,626人（2009年：145,424人、2007年：144,236人）。コマルカの中心自治体はオウレンセ。カスティーリャ語による表記はComarca de Orense（コマルカ・デ・オレンセ）。

## 地理
| コマルカ・デ・オウレンセの構成自治体（2010年）         |            |             |                    |
| 自治体                                                 | 人口（人） | 面積（km²） | 人口密度（人/km²） |
| アモエイロ                                             | 2,300      | 39.7        | 57.9               |
| バルバダス                                             | 9,468      | 30.2        | 313.5              |
| コーレス                                               | 3,217      | 38.1        | 84.4               |
| エスゴス                                               | 1,212      | 37.8        | 32.1               |
| ノゲイラ・デ・ラムイン                                 | 2,432      | 98.3        | 24.7               |
| オウレンセ                                             | 108,673    | 84.5        | 1,286.1            |
| オ・ペレイロ・デ・アギアール                           | 6,134      | 60.9        | 100.7              |
| ア・ペローシャ                                         | 2,227      | 54.5        | 40.9               |
| サン・シブラーオ・ダス・ビーニャス                     | 4,441      | 39.5        | 112.4              |
| タボアデーラ                                           | 1,691      | 25.2        | 67.1               |
| トエン                                                 | 2,656      | 58.3        | 45.6               |
| ビラマリン                                             | 2,175      | 56.1        | 38.8               |
| 計                                                     | 146,626    | 623.1       | 235.3              |
| 出典: INE（スペイン国立統計局）、IGE（ガリシア統計局） |            |             |                    |